# 權署安南國事
權署安南國事是後黎朝的後黎太祖時期在外交上使用的稱號。1431年，明朝政府冊封後黎朝君主黎利為「權署安南國事」。1434年，明朝政府續封黎利之子黎太宗黎元龍為「權署安南國事」。1436年，明英宗冊封黎元龍為「安南國王」，「權署安南國事」自此廢棄。